# Aoi Sato
Aoi Sato (japanisch 佐藤 碧 Sato Aoi; * 25. September 1997 in der Präfektur Ōita) ist ein japanischer Fußballspieler.

## Karriere
Aoi Sato erlernte das Fußballspielen in der Universitätsmannschaft der Momoyama Gakuin University. Seinen ersten Vertrag unterschrieb er Anfang Februar 2020 beim Sony Sendai FC. Mit dem Verein aus Sendai, einer Stadt in der Präfektur Miyagi, spielte er 38-mal in der vierten Liga. Hierbei schoss er zehn Tore. Im Januar 2022 wechselte er in die dritte Liga. Hier schloss er sich Vanraure Hachinohe an. Sein Drittligadebüt für den Verein aus Hachinohe gab Aoi Sato am 27. März 2022 (3. Spieltag) im Heimspiel gegen Fujieda MYFC. Hier wurde er in der 80. Minute für Takumi Shimada eingewechselt. Vanraure gewann das Spiel durch ein Eigentor von Kaito Kamiya mit 1:0.